# 沃佳內 (沃茲涅先斯克區)
47°36′13″N 31°56′48″E / 47.60361°N 31.94667°E
沃佳内（烏克蘭語：Водяне），是烏克蘭南部尼古拉耶夫州沃兹涅先斯克区葉拉涅茨市鎮的村落。始建於1921年，面積0.46平方公里，海拔高度75米，2001年人口97，人口密度每平方公里210.87人。